# Hollandé Dian
Hollandé Dian est l'un des districts de la sous-préfecture de Sarékaly , situé dans la préfecture de Télimélé en république de Guinée.

## Géographie

### Démographie
- En 2014, le district comptait 3 043 habitants selon les RGPH 2014[1].

## Santé
Le district de Hollandé Dian a deux postes de santé à Hollandé Dian et à Misside Lenguéwide Lenguéwi.